# Cyclopodia pembertoni
Cyclopodia pembertoni är en tvåvingeart som beskrevs av Scott 1932. Cyclopodia pembertoni ingår i släktet Cyclopodia och familjen lusflugor.
Artens utbredningsområde är Fiji. Inga underarter finns listade i Catalogue of Life.